# Plecia pudica
Plecia pudica är en tvåvingeart som beskrevs av Hardy 1968. Plecia pudica ingår i släktet Plecia och familjen hårmyggor. Inga underarter finns listade i Catalogue of Life.